# Corgi gal·lès de Pembroke

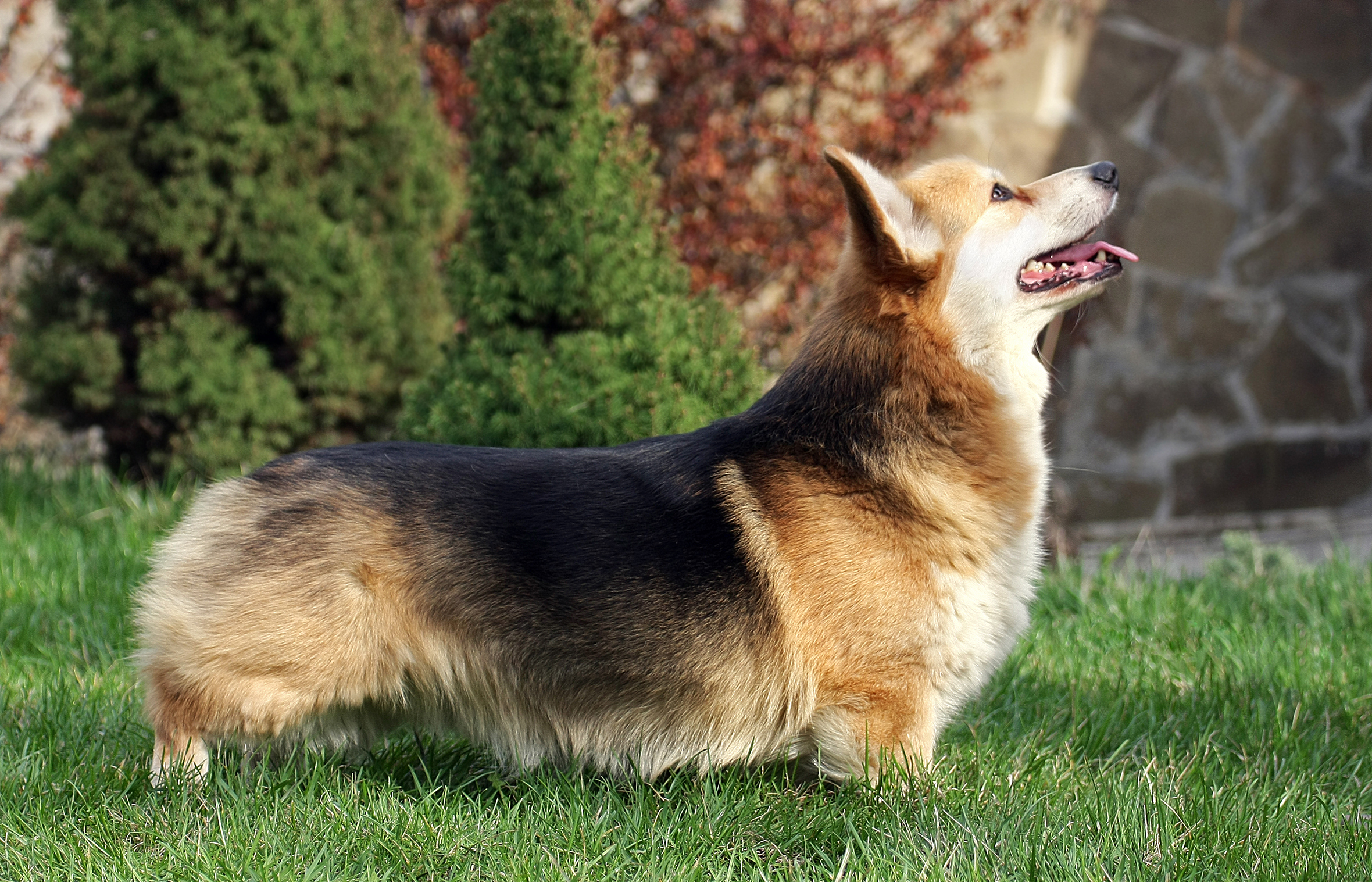
Corgi gal·lès de Pembroke tricolor.

El Corgi gal·lès de Pembroke (Welsh Pembroke Corgi) és una raça de gos petit nadiu de la Gran Bretanya. S'ha fet servir de gos pastor durant segles, sent considerat un dels gossos més antics de la Gran Bretanya. Existeix una altra raça molt similar, el Corgi gal·lès de Cardigan, lleugerament més gran i de cua llarga.

## Origen
Es creu que les dues varietats de Corgi descendeixen del gos dels visigots que van introduir els vikings a Gal·les cap al segle IX. O pot ser que el Corgi gal·lès de Cardigan sigui la varietat més antiga, que van introduir els celtes a Gal·les al voltant de l'any 1200 (el nom Corgi prové de la paraula cèltica "cor gi" que significa "gos nan"). Segons altres fonts, la varietat Pembroke va ser portada a Gal·les pels teixidors flamencs en el segle XII. Independentment de quin fos l'origen de la raça, el Corgi gal·lès de Pembroke es va desenvolupar a Pembrokeshire i es va usar per guiar el bestiar. Les varietats Pembroke i Cardigan es van creuar entre si sense restriccions fins a la dècada dels 1930. A partir de llavors, els criadors van tractar d'accentuar les seves diferències. El 1934 van ser reconegudes oficialment com dues races separades.

## Aspecte general
Encara que els Cardigan i els Pembroke són parents, la seva descripció de raça varia. El Pembroke és de mida petita, fort, de constitució robusta, alerta i actiu, que fa l'efecte de fortalesa i vigor en un cos petit. El cap recorda per la forma i l'aparença a la de la guineu, amb una expressió alerta i intel·ligent. La cua és curta, preferiblement natural. Quan els cadells no neixen bé la cua s'amputa gairebé completament. Cal destacar que en alguns països europeus, com Suècia, aquesta pràctica d'amputar o tallar cues ha estat prohibida per considerar-se una mutilació sense funció zootècnica. El pèl és mitjanament llarg i llis, de diversos colors com vermell, atzabeja, beix o negre i foc, usualment amb taques blanques.
- Mascle: 35–40 cm
- Femella: 30–35 cm
- Ulls: Marró fosc
- Orelles: Altes i una mica puntegudes

## Utilitat
Aquesta raça es va utilitzar per al pasturatge. Als camperols pobres d'aquella època se'ls deixava pasturar en els camps oberts de la Corona. L'absència de tancat podia fer que el bestiar es perdés o es dispersés i feia necessari a un gos ràpid, intel·ligent i que pogués desplaçar-se sense problemes entre el bestiar. El Pembroke és de la mena de gos d'atura que empeny el bestiar pels talons. La seva poca alçada li permetia córrer per sota del bestiar sense rebre puntades.
Ha evolucionat com a animal domèstic, i és la raça favorita de la família reial britànica. És un company constant i un guardià excel·lent.

## Caràcter

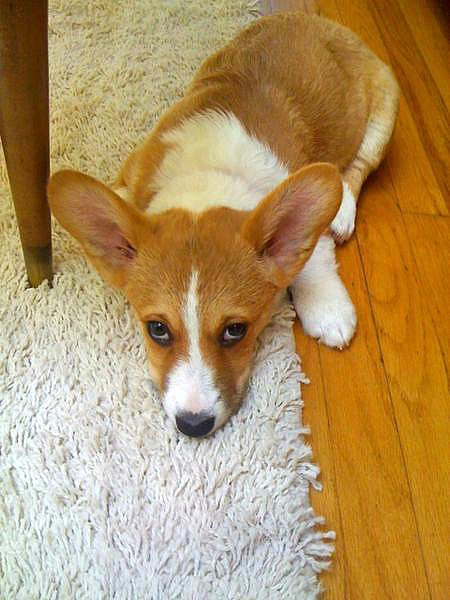
Cadell de Corgi gal·lès de Pembroke.

És un gos molt intel·ligent i afectuós, amb una gran personalitat, actiu i treballador. S'adapta molt bé a les granges. És un gos de companyia perfecte per a nens si és tractat com cal. Borda només ocasionalment.

## Salut
El corgi mitjà té una alçada de 25 a 30 cm, una longitud de 30 a 38 cm i un pes d'11 a 14 kg. La seva esperança de vida és de 12 a 14 anys. És un gos molt actiu, però la tendència a tenir-los com a mascotes en llars petites redueix la seva activitat. Si a això se li afegeixen possibles excessos en la seva alimentació, pot tornar-se ràpidament obès. Un gos mitjà requereix només de 150 a 300 grams d'aliment comercial equilibrat per dia. Una característica bastant comuna del corgi és la seva voracitat, que el porta a menjar massa, cosa que dona la sensació que mai està tip; ha de limitar-se la seva ingesta.
Per la longitud de la seva columna vertebral són particularment sensibles al sobrepès, el qual pot produir osteoartritis, que redueix la seva esperança i qualitat de vida.
Aquesta raça també té tendència a la displàsia de maluc canina (d'origen poligenètic), a les cataractes, displàsia de retina, malaltia de Von Willebrand i mielopatia degenerativa.